# Theridion karamayense
Theridion karamayense là một loài nhện trong họ Theridiidae.
Loài này thuộc chi Theridion. Theridion karamayense được Chuandian Zhu miêu tả năm 1998.